# Oregon
Oregon (wymowa:/ˈɔrɪɡən/ OR-ə-gənⓘ) – stan w północno-zachodniej części Stanów Zjednoczonych, na wybrzeżu Pacyfiku. Jest jednym ze słabiej zaludnionych stanów w kraju, a około połowy obszaru porastają lasy. Na słabe zaludnienie wpływają także rozległe obszary górzyste. Znaczna część populacji koncentruje się w Willamette Valley.
Największym ośrodkiem miejskim jest Portland, którego obszar metropolitalny wykracza poza granice stanu i obejmuje 2,5 miliona mieszkańców. Stolicą administracyjną Oregonu jest Salem.
Pochodzenie nazwy stanu jest niepewne, ale uważa się, że „Oregon” jest toponimem pochodzącym z francuskiej mapy z 1715 roku, która nazywa rzekę Wisconsin jako „Ouaricon-sint”.

## Historia
Przed przybyciem Europejczyków region przyszłego stanu był zamieszkiwany przez Indian, między innymi przez plemiona Bannock, Chinook, Klamath i Nez Percé.
Oregon w XVII wieku był obiektem rywalizacji Hiszpanii, Rosji i Kompanii Hudsona, lecz nie przynależał do żadnej ze stron. Najbardziej zainteresowana regionem jako przedłużeniem swych kalifornijskich włości była Hiszpania. W 1774 wyprawę zorganizował Juan Jose Perez Hernandez, a w roku kolejnym Juan Francisco de la Bodega y Quadra. W 1789 Esteban Jose Martinez zbudował Fort San Miguel na wyspie Vancouver. James Cook badał zachodnie wybrzeże stanu w 1778 podczas swoich poszukiwań Przejścia Północno-Zachodniego.
Na początku XIX wieku region był badany przez ekspedycję Lewisa i Clarka, wysłaną przez rząd Stanów Zjednoczonych w celu rozpoznania terenów nabytych w wyniku Zakupu Luizjany. Ekspedycja spędziła zimę 1805-1806 w Forcie Clatsop, który wybudowała niedaleko ujścia rzeki Kolumbii do Pacyfiku. Ekspedycja ta wraz z relacjami brytyjskiego badacza Davida Thompsona w 1811 r., rozsławiły region jako źródło futer. W 1811 r. nowojorski finansista John Jacob Astor założył Fort Astoria przy ujściu rzeki Kolumbia, z zamiarem założenia sieci faktorii handlowych wzdłuż rzeki dla Pacific Fur Company. Fort Astoria był pierwszą stałą osadą na terenie przyszłego stanu.

## Geografia

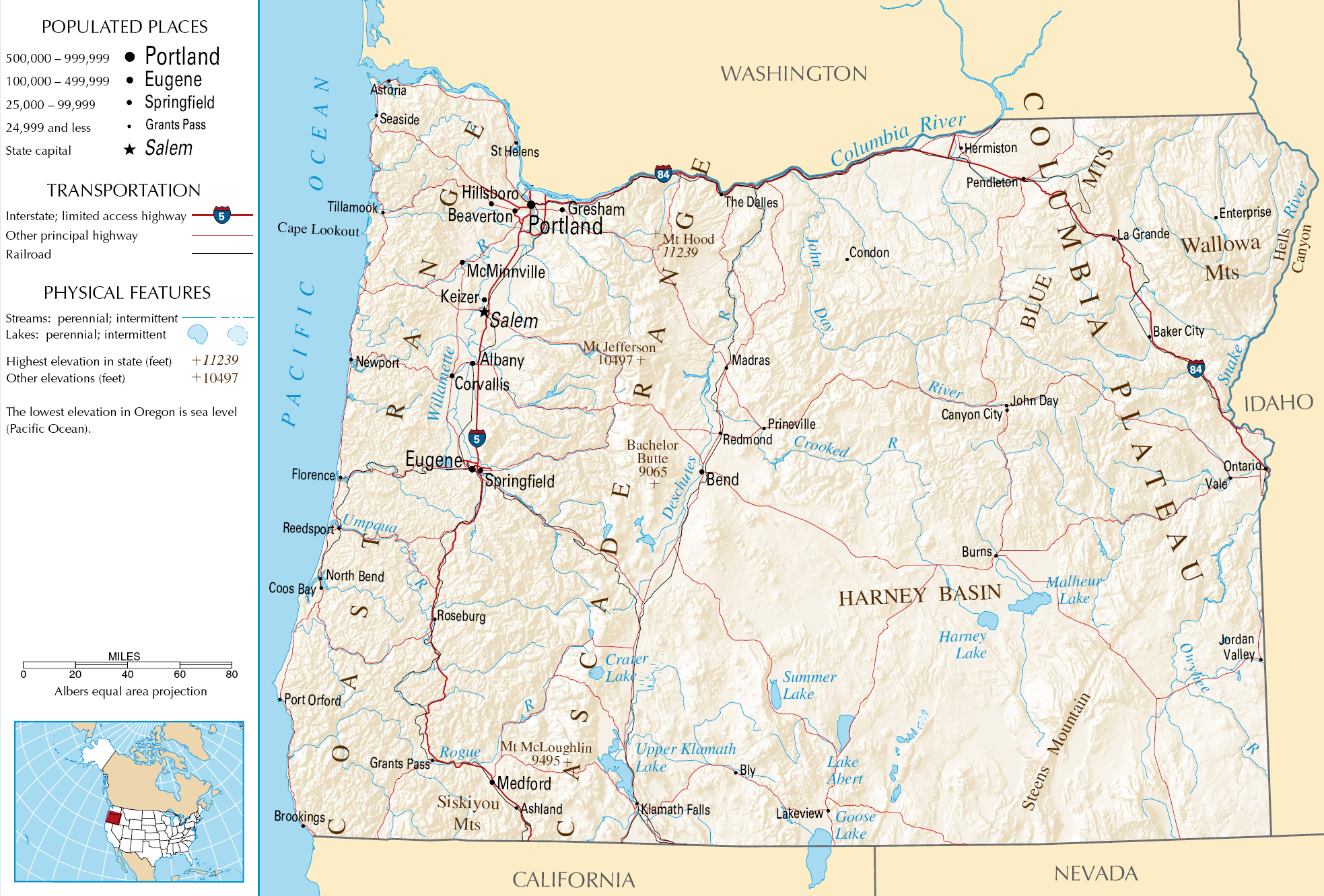
Mapa stanu

Stan Oregon od południa graniczy ze stanami Kalifornia i Nevada, od wschodu z Idaho, w dużej części wzdłuż rzeki Snake, od północy z Waszyngtonem, w dużej części wzdłuż rzeki Kolumbia.
Fizjograficznie na terenie stanu wyróżnia się sześć części. Największą jest Wyżyna Kolumbii, zajmująca wschód, północny wschód i dużą część centrum. Na południowym wschodzie zaznacza się obecność Wielkiej Kotliny (Wielka Pustynia Piaszczysta). Natomiast w zachodniej części znajdują się cztery regiony: dwa z nich to łańcuchy gór, biegnące z południa na północ, Góry Nadbrzeżne i Góry Kaskadowe pomiędzy którymi znajduje się Dolina Willamette – jeden z najbardziej urodzajnych regionów na świecie. Południowo-zachodni narożnik stanu zajmuje region gór Klamath. Wybrzeże ma charakter klifowy a urwiska sięgają nawet 300 metrów wysokości.
Zachodnia część Oregonu, wzdłuż wybrzeża Pacyfiku charakteryzuje się dużymi opadami deszczu.
Mimo sąsiedztwa Oceanu Spokojnego stan jest stosunkowo wysoko wyniesiony nad poziom morza, gdyż średnia wysokość wynosi 1005 metrów. Najwyższym punktem stanu jest osiągający wysokość 3426 m n.p.m. uśpiony wulkan Mount Hood, którego ostatni wybuch miał miejsce w 1865 roku. W południowo-zachodniej części (Góry Kaskadowe) znajduje się najgłębsze w kraju jezioro – Jezioro Kraterowe, leżące w Parku Narodowym Jeziora Kraterowego.

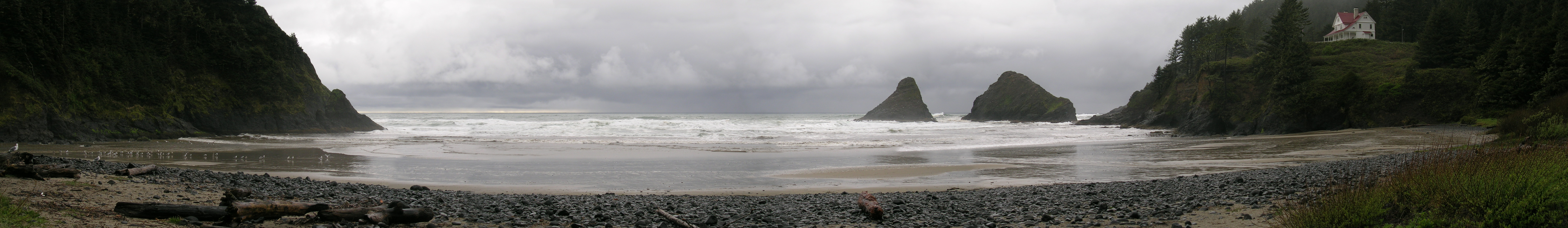
Panorama Przylądka Cove na południe od Heceta Head i na północ od Florence

### Miasta
Na terenie stanu Oregon znajduje się 240 miast (city lub town), w tym sześć o liczbie ludności przekraczającej 100 000, 56 powyżej 10 000 mieszkańców, a 165 powyżej 1000 mieszkańców (2021 r.).
Lista miast zamieszkanych przez 5000 lub więcej osób (2021 r.):

- Portland (641 162)
- Salem (177 723)
- Eugene (175 096)
- Gresham (113 103)
- Hillsboro (106 633)
- Bend (102 059)
- Beaverton (98 216)
- Medford (86 367)
- Springfield (62 256)
- Corvallis (59 864)
- Albany (56 828)
- Tigard (55 767)
- Lake Oswego (40 411)
- Grants Pass (39 364)
- Keizer (39 157)
- Oregon City (37 411)
- Redmond (35 582)
- McMinnville (34 666)
- Tualatin (27 537)
- West Linn (27 103)
- Wilsonville (26 519)
- Forest Grove (26 089)
- Woodburn (26 054)
- Happy Valley (25 679)
- Newberg (25 477)
- Roseburg (23 831)
- Klamath Falls (22 062)
- Ashland (21 607)
- Milwaukie (20 946)
- Sherwood (20 254)
- Hermiston (19 455)
- Central Point (19 357)
- Lebanon (18 945)
- Canby (18 138)
- Dallas (17 285)
- Pendleton (16 841)
- The Dalles (16 043)
- Troutdale (15 989)
- Coos Bay (15 907)
- St. Helens (14 095)
- Cornelius (13 416)
- La Grande (13 158)
- Sandy (12 743)
- Gladstone (11 978)
- Ontario (11 626)
- Prineville (11 227)
- Monmouth (11 023)
- Fairview (10 907)
- Cottage Grove (10 637)
- Silverton (10 558)
- Newport (10 496)
- Astoria (10 343)
- North Bend (10 285)
- Molalla (10 201)
- Independence (10 190)
- Baker City (10 170)
- Lincoln City (9979)
- Sweet Home (9955)
- Eagle Point (9865)
- Florence (9475)
- Sutherlin (8593)
- Hood River (8341)
- Stayton (8203)
- Scappoose (8058)
- Madras (7683)
- Umatilla (7373)
- Seaside (7234)
- Milton-Freewater (7144)
- Junction City (7116)
- Brookings (6837)
- Warrenton (6393)
- Talent (6141)
- Creswell (5667)
- Winston (5665)
- Philomath (5619)
- Tillamook (5265)
- Veneta (5265)
- King City (5105)

## Demografia
Spis ludności z roku 2020 stwierdza, że stan Oregon liczy 4 237 256 mieszkańców, co oznacza wzrost o 406 182 (10,6%) w porównaniu z poprzednim spisem z roku 2010. Dzieci poniżej piątego roku życia stanowią 5,4% populacji, 20,5% mieszkańców nie ukończyło jeszcze osiemnastego roku życia, a 18,2% to osoby mające 65 i więcej lat. 50,4% ludności stanu stanowią kobiety.

### Język
W 2010 roku najpowszechniej używanymi językami są:
- język angielski – 85,63%,
- język hiszpański – 8,63%,
- język wietnamski – 0,68%,
- język rosyjski – 0,61%.

### Rasy i pochodzenie
Według danych z 2018 roku 84,4% mieszkańców stanowi ludność biała (76% nie licząc Latynosów), 4,7% ma rasę mieszaną, 4,3% to Azjaci, 1,9% to Afroamerykanie, 1,2% to rdzenna ludność Ameryki, 0,4% to Hawajczycy i mieszkańcy innych wysp Pacyfiku. Latynosi stanowią 12,8% ludności stanu.
Do największych grup należą osoby pochodzenia niemieckiego (18,1%), irlandzkiego (11,2%), angielskiego (10,9%), meksykańskiego (10,6%) i „amerykańskiego” (5,0%). Do innych większych grup należą osoby pochodzenia włoskiego (153,9 tys.), francuskiego (150,9 tys.), norweskiego (145,4 tys.), szkockiego (122,9 tys.), szwedzkiego (104 tys.), holenderskiego (80,5 tys.), polskiego (68,7 tys.), szkocko–irlandzkiego (52,9 tys.) i rosyjskiego (48,5 tys.). Największe społeczności z Azji tworzą Chińczycy (40,1 tys.), Wietnamczycy (30,4 tys.) i Hindusi (24,6 tys.).

## Religia

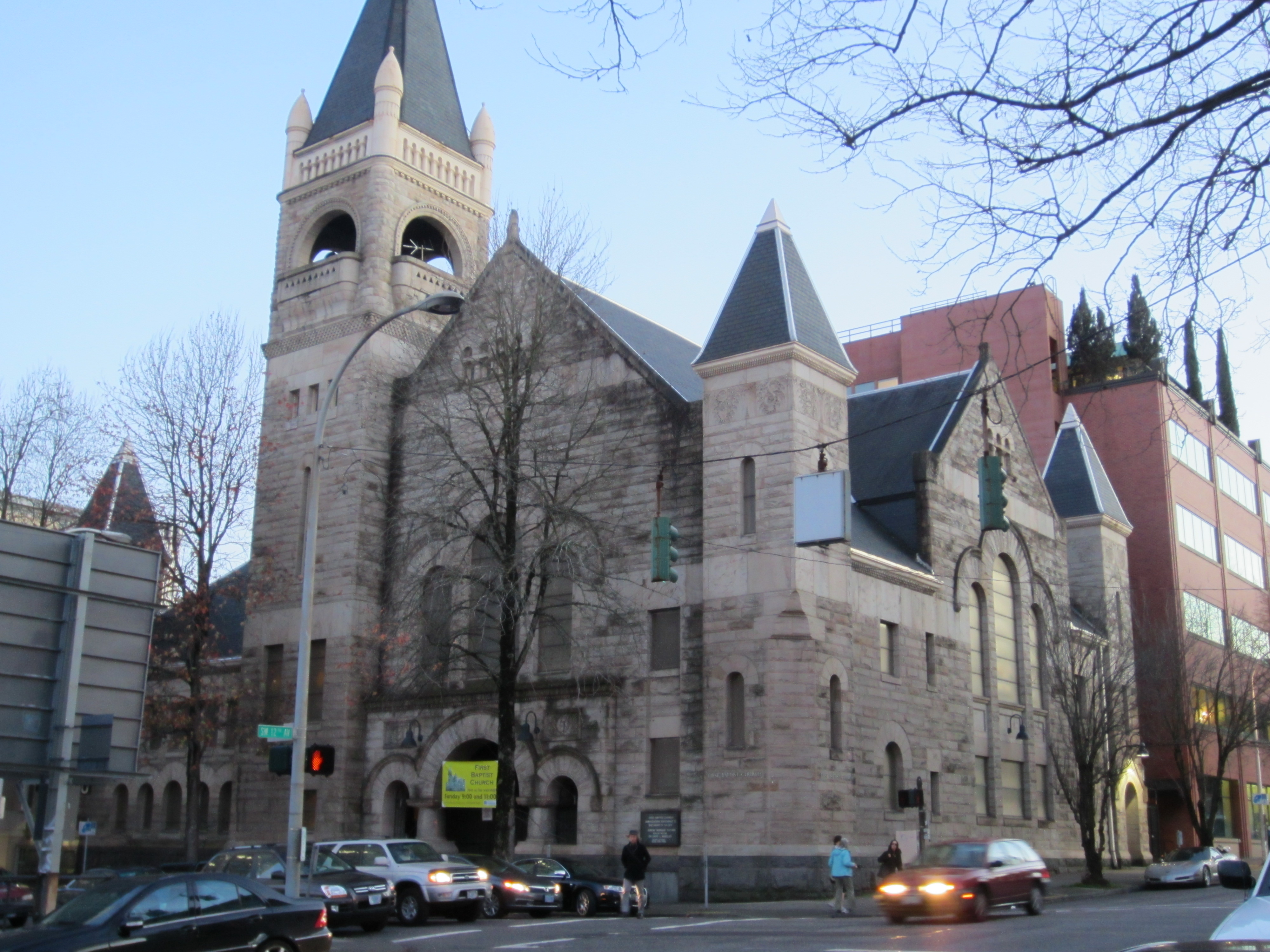
Pierwszy Kościół Baptystyczny w Portlandzie.

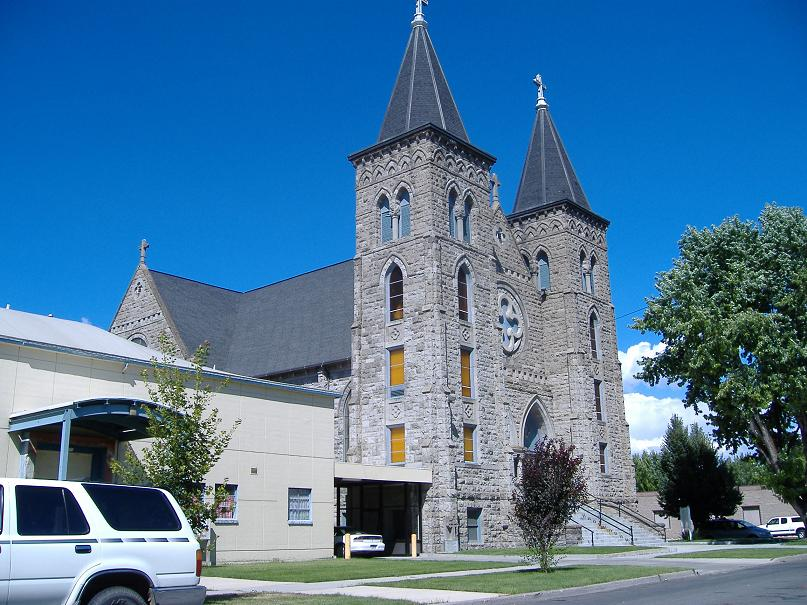
Katedra św. Franciszka Salezego w Baker City.

Oregon jest wspólnie z Kolorado trzecim stanem Stanów Zjednoczonych pod względem procentowego udziału ludzi nieutożsamiających się z żadną religią, po stanach Vermont i Waszyngton. Około 61% mieszkańców stanu to chrześcijanie. W stanie jest największa grupa staroobrzędowców w Stanach Zjednoczonych.
Dane z 2014 r.:
- protestanci – 43%:
  - baptyści – 9%,
  - bezdenominacyjni – 8%,
  - zielonoświątkowcy – 6%,
  - pozostali – 20% (głównie: campbellici, luteranie, uświęceniowcy, adwentyści dnia siódmego, kalwini, metodyści i anglikanie),
- brak religii – 31% (w tym: 8% agnostycy i 5% ateiści),
- katolicy – 12%,
- mormoni – 4%,
- pozostałe religie – 10% (w tym: świadkowie Jehowy, buddyści, New Age, żydzi, hinduiści, prawosławni, bahaiści, unitarianie uniwersaliści, religie Indian i muzułmanie[16]).

## Gospodarka

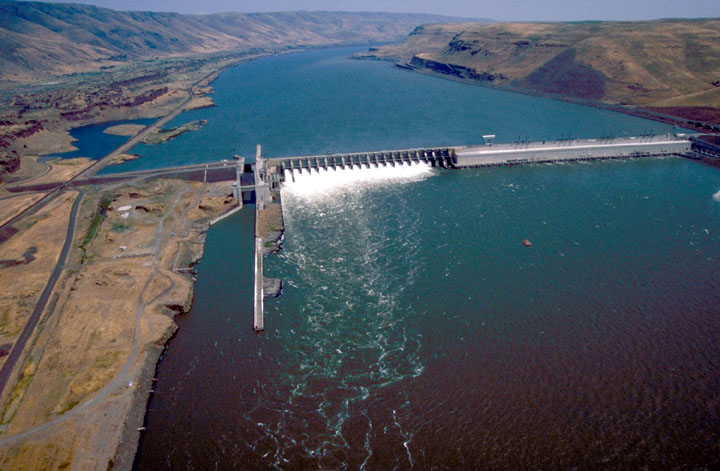
Zapora John Day na rzece Kolumbia jest potężnym producentem prądu oraz ważnym punktem na szlaku transportu wodnego.

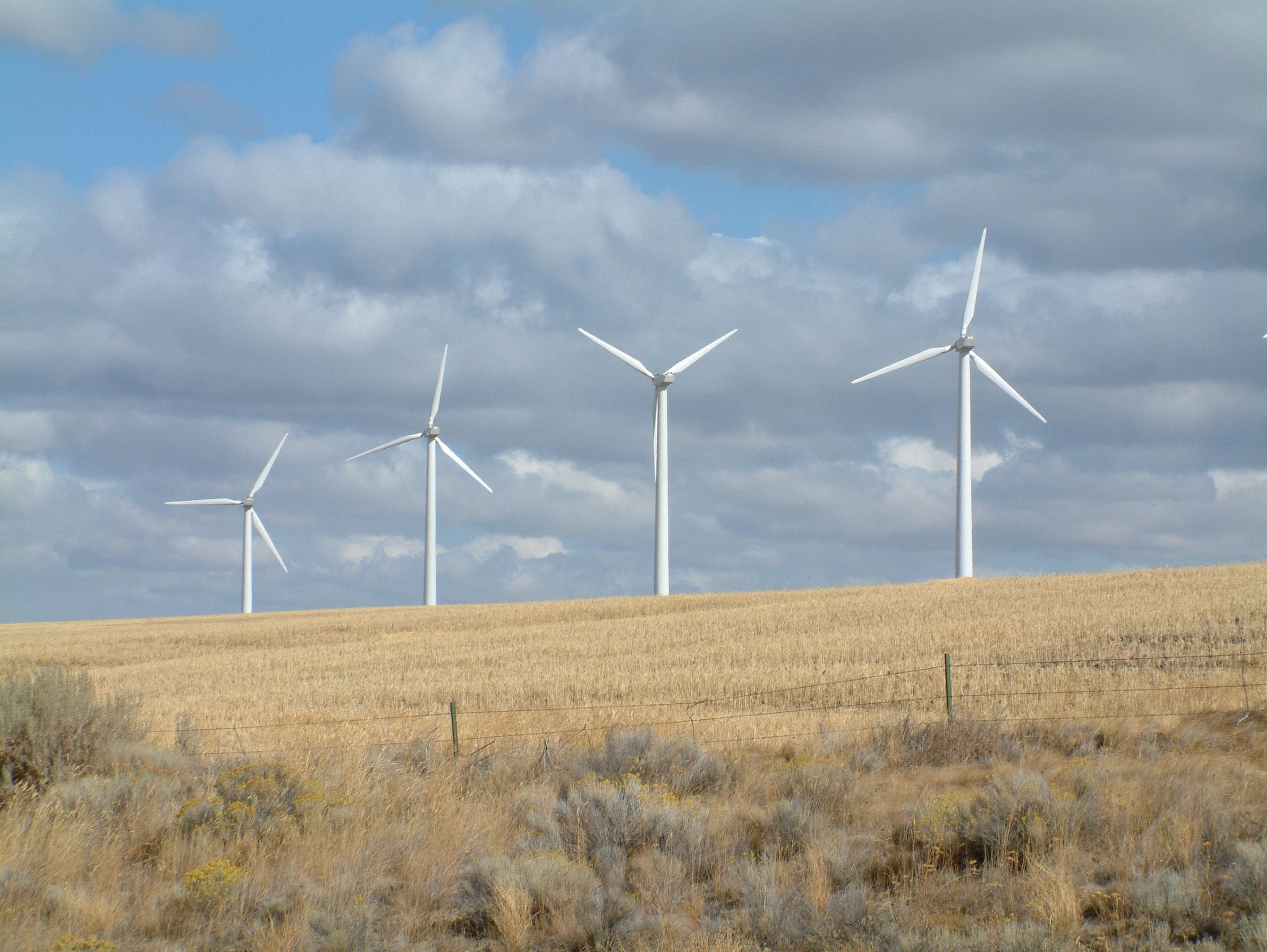
Turbiny wiatrowe we wschodnim Oregonie.

Gospodarka i zasoby energetyczne Oregonu są ściśle związane z łagodnym klimatem i obfitymi opadami. Silny, utrzymujący się spływ z akumulacji śniegu na dużych wysokościach, a także wysokie roczne opady, umożliwiają generowanie znacznej ilości energii wodnej. Duże tamy na rzece Columbia generują większość energii wodnej nie tylko w Oregonie, ale w całym północno-zachodnim Pacyfiku.
Drugi co do wielkości udział w wytwarzaniu energii elektrycznej w Oregonie ma gaz ziemny, który sprowadzany jest głównie z zachodniej Kanady, gdyż sam Oregon posiada niewielkie jego rezerwy. Sprowadzana jest także ropa naftowa głównie ze stanu Waszyngton, gdyż w 2008 roku stan zakończył jej wydobycie.
Jedną z głównych gałęzi gospodarki Oregonu jest gospodarka drzewna. Łagodne temperatury i obfite opady w zachodniej części stanu przyczyniają się do szybkiego wzrostu drzew, które wraz z odpadami rolniczymi są bogatym źródłem biomasy do wytwarzania energii.
Las pokrywa prawie połowę stanu, a wiele zakładów przemysłowych w Oregonie wykorzystuje biomasę drzewną do dostarczania ciepła i generowania elektryczności. Oregon produkuje największą ilość drewna iglastego stanowiącą ponad 16% krajowej produkcji.
W 2017 roku około jednej siódmej energii elektrycznej Oregonu wytworzyła energia wiatrowa.

### Przemysł
W 2017 roku produkcja stanowiła około jednej piątej produktu krajowego brutto w Oregonie. Najważniejszymi produkowanymi wyrobami są komputery i elektronika. W obszarze metropolitalnym Portland znajduje się Las Krzemowy, nazwa ta odnosi się do obszaru gdzie działa około 1500 firm z branży high-tech. Jedną z takich firm jest Intel, który należy do największych pracodawców w stanie.

### Rolnictwo

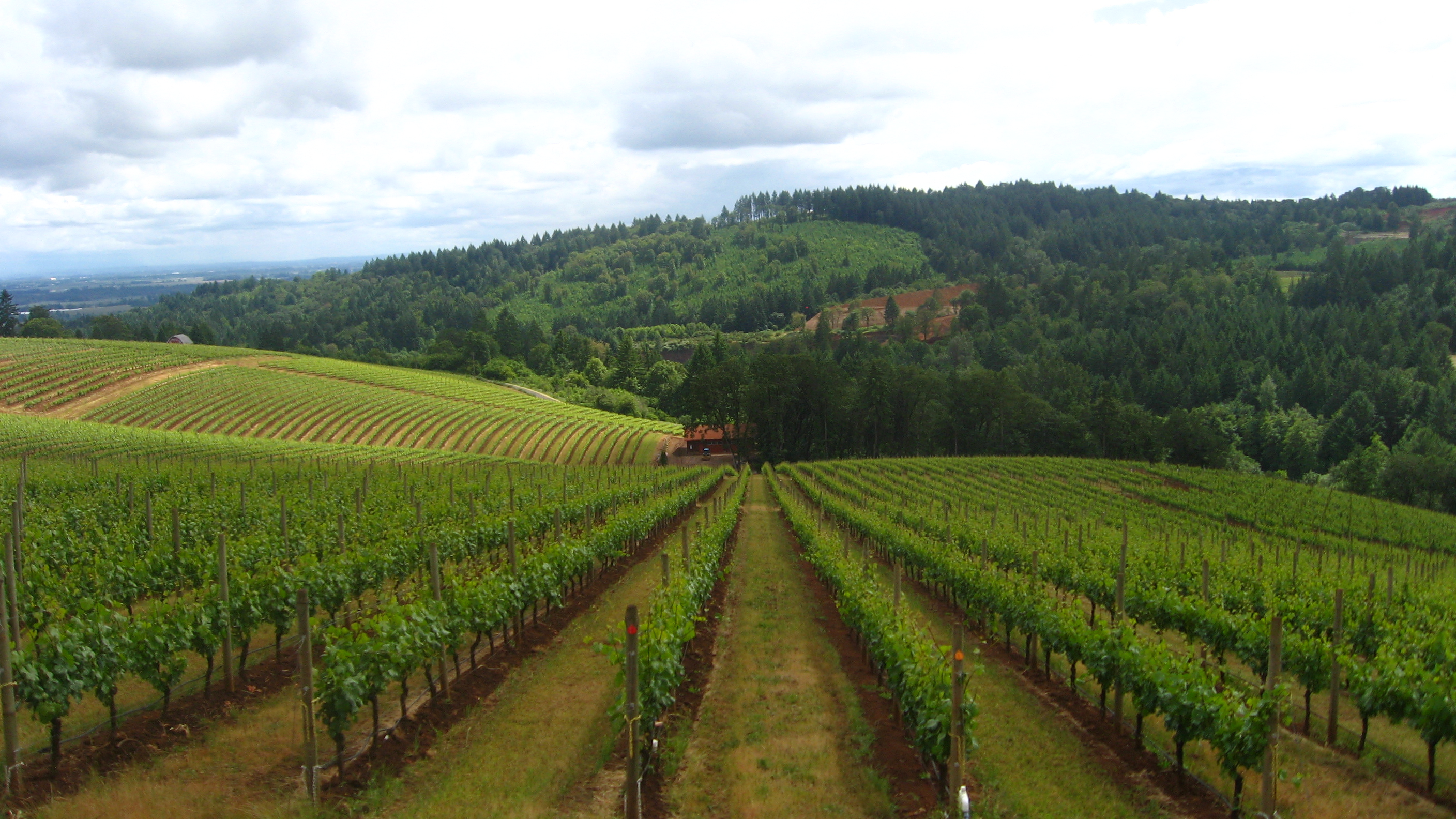
Winnica w Willamette Valley

Ważną rolę odgrywa i największy dochód w rolnictwie przynosi branża szkółkarska. Oregon zajmuje pierwsze miejsce w produkcji azalii doniczkowej, wśród stanów USA. Jest także największym światowym producentem pasz i nasion trawy, jak i znanym ośrodkiem ekspertyzy produkcji nasion.
Popularna jest hodowla bydła. Stan posiada 228 licencjonowanych gospodarstw mlecznych i jest regularnie umieszczany wśród pięciu stanów z najwyższą jakością mleka. W dużych ilościach produkuje się siano, poza tym w dużych ilościach uprawia się pszenicę, ziemniaki, gruszki, winogrona i borówki.